# Friedrich Nölle (Politiker)
Friedrich Nölle (* 12. Februar 1871 in Herdecke; † 16. April 1959 in Lünen) war ein deutscher Politiker (KPD).
Nölle machte eine Lehre im Schmiede- und Schlosserhandwerk und arbeitete ab 1892 im Bergfach. Er besuchte die Bergschule in Bochum und war 1922 Steiger a. D. in Werne/Lippe, später in Lünen. Er war Mitglied der KPD und für diese 1921 bis 1925 Mitglied im Provinziallandtag der Provinz Westfalen. Mai 1921 bis zum 21. März 1922 gehörte er dem Preußischen Staatsrat als Stellvertreter an. Nach dem Rücktritt von Konrad Herbst wurde er vom 21. März 1922 bis Februar 1926 reguläres Mitglied im Staatsrat.